# Francisco Robles Ortega

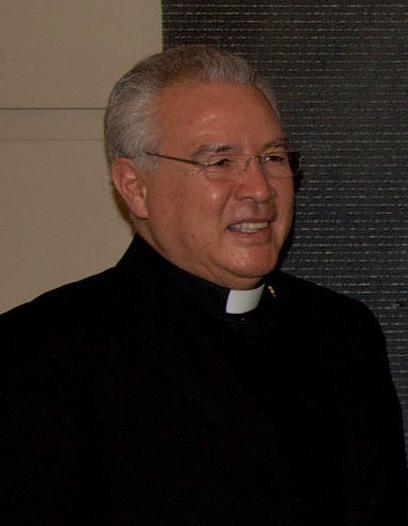
Francisco Kardinal Robles Ortega (2013)

Kardinalswappen

Francisco Kardinal Robles Ortega (* 2. März 1949 in Mascota, Mexiko) ist ein mexikanischer Geistlicher und römisch-katholischer Erzbischof von Guadalajara.

## Leben
Francisco Robles Ortega besuchte die Priesterseminare von Autlán de Navarro und Zamora. Er empfing am 20. Juli 1976 das Sakrament der Priesterweihe. Dann ging Robles Ortega für weiterführende Studien nach Rom an die Päpstliche Universität Gregoriana und erwarb ein Lizenziat im Fach Dogmatik. Später wurde er Regens des Priesterseminars von Autlán de Navarro. Im Juli 1990 wurde Robles Ortega zum Diözesanadministrator von Autlán berufen.
Am 30. April 1991 ernannte ihn Papst Johannes Paul II. zum Weihbischof in Toluca und zum Titularbischof von Bossa. Die Bischofsweihe erfolgte am 5. Juni desselben Jahres. Papst Johannes Paul II. erhob Francisco Robles Ortega am 15. Juni 1996 zum Bischof von Toluca. Dieses Amt trat Robles Ortega einen Monat später an. 
Am 25. Januar 2003 ernannte ihn Johannes Paul II. zum Erzbischof von Monterrey. Francisco Robles Ortega trat dieses Amt am 28. April desselben Jahres an. 
Am 24. November 2007 nahm ihn Benedikt XVI. als Kardinalpriester mit der Titelkirche Santa Maria della Presentazione in das Kardinalskollegium auf. Papst Benedikt XVI. ernannte ihn am 7. Dezember 2011 zum Erzbischof von Guadalajara. Die Amtseinführung fand am 7. Februar 2012 statt.
Am 30. Juni 2012 berief ihn Benedikt XVI. zusammen mit dem Bischof von Hongkong, John Kardinal Tong Hon, und dem Erzbischof von Kinshasa, Laurent Kardinal Monsengwo Pasinya, zum delegierten Präsidenten der XIII. Generalversammlung der Bischofssynode (7. bis 28. Oktober 2012).
In der 94. Vollversammlung der mexikanischen Bischöfe am 14. November 2012 wurde er zum neuen Präsidenten der Bischofskonferenz des Landes gewählt. Die Amtszeit ging bis 2015.
Vom 23. Dezember 2021 bis zum 13. Juli 2023 verwaltete er zusätzlich das vakante Bistum Colima als Apostolischer Administrator.
Kardinal Robles Ortega war Teilnehmer am Konklave 2013 sowie am Konklave 2025.

## Mitgliedschaften in der römischen Kurie
Francisco Kardinal Robles Ortega ist Mitglied folgender Institutionen der römischen Kurie:
- Päpstliche Kommission für Lateinamerika (seit 2008[5], bestätigt 2014[6])
- Päpstlicher Rat zur Förderung der Neuevangelisierung (2011–2022)[7]
- Päpstlicher Rat für die sozialen Kommunikationsmittel (2012–2016)[8]
- Kongregation für die Bischöfe (2013–2022)[9]
- Dikasterium für die Evangelisierung, Sektion für die grundlegenden Fragen der Evangelisierung in der Welt (seit 2023)[10]